# 24 octobre 1928
Le mercredi 24 octobre 1928 est le 298e jour de l'année 1928.

## Naissances
- Aritsune Mizuno (mort en 2008), poète japonais
- Henning Schwarz (mort le 13 avril 1993), homme politique allemand
- Jürgen Untermann (mort le 7 février 2013), linguiste allemand
- Mohammad Beheshti (mort le 28 juin 1981), ayatollah iranien
- René Marigil (mort le 19 octobre 2009), coureur cycliste espagnol et directeur sportif
- René Roussel (mort le 15 septembre 2003), acteur français

## Décès
- Arthur Bowen Davies (né le 26 septembre 1862), peintre américain
- Gaetano De Lai (né le 26 juillet 1853), prélat catholique et cardinal italien